# Dylan Escobar
Dylan Alejandro Escobar Álvarez (* 2. Dezember 2000 in Huasco) ist ein chilenischer Fußballspieler. Der rechte Außenverteidiger ist seit Februar 2025 Nationalspieler.

## Karriere

### Verein
Dylan Escobar begann in der Jugend von Deportes Vallenar und wechselte 2019 zu Coquimbo Unido. Dort unterschrieb er 2022 seinen ersten Profivertrag und debütierte im April in der Primera División. Zur Saison 2025 wechselte er auf Leihbasis zu Universidad Católica.

### Nationalmannschaft
Escobar stand im Mai 2023 im erweiterten Kader der U23-Nationalmannschaft mit Aussichten auf die Teilnahme an den Panamerikanischen Spielen 2023, schaffte es aber letztlich nicht in den Kader.
Im Februar 2025 debütierte er für die A-Nationalmannschaft beim Freundschaftsspiel gegen Panama, als er in der Nachspielzeit der ersten Spielhälfte für Fabián Hormazábal eingewechselt wurde.

## Sonstiges
Neben seiner Fußballkarriere begann er mit einem Studium im Bergbauwesen.